# Snovîci, Zolociv
Snovîci (în ucraineană Сновичі) este localitatea de reședință a comunei Snovîci din raionul Zolociv, regiunea Liov, Ucraina.

## Demografie
Componența lingvistică a localității Snovîci
     Ucraineană (100%)
Conform recensământului din 2001, toată populația localității Snovîci era vorbitoare de ucraineană (100%).